# Bayno - Kaboula
Bayno - Kaboula è un  comune (municipalité) del Libano situato nel distretto di Akkar, governatorato di Akkar.